# Потмелцу
Потмелцу (рум. Potmelțu) — село у повіті Долж в Румунії. Входить до складу комуни Коцофеній-дін-Дос.
Село розташоване на відстані 194 км на захід від Бухареста, 16 км на північний захід від Крайови.

## Населення
За даними перепису населення 2002 року у селі проживали 560 осіб, усі — румуни. Усі жителі села рідною мовою назвали румунську.